# Giải BAFTA lần thứ 11
Giải BAFTA lần thứ 11, được trao bởi Viện Hàn lâm Nghệ thuật Điện ảnh và Truyền hình Anh quốc năm 1958 để tôn vinh những bộ phim xuất sắc nhất năm 1957.

## Chiến thắng và đề cử

### Phim hay nhất
Cầu sông Kwai 
- 12 Angry Men
- 3:10 to Yuma
- The Bachelor Party
- Edge of the City
- The Shiralee
- That Night!
- The Tin Star
- Windom's Way
- Paths of Glory
- Pather Panchali
- Celui qui doit mourir
- Heaven Knows, Mr. Allison
- Porte des Lilas
- The Prince and the Showgirl
- A Man Escaped or: The Wind Bloweth Where It Listeth

### Phim Anh hay nhất
Cầu sông Kwai 
- The Prince and the Showgirl
- The Shiralee
- Windom's Way

### Nam diễn viên nước ngoài xuất sắc nhất
Henry Fonda trong 12 Angry Men 
- Sidney Poitier trong Edge of the City
- Ed Wynn trong The Great Man
- Robert Mitchum trong Heaven Knows, Mr. Allison
- Pierre Brasseur trong Porte des Lilas
- Tony Curtis trong Sweet Smell of Success
- Richard Basehart trong Time Limit
- Jean Gabin trong La Traversee de Paris

### Nam diễn viên Anh xuất sắc nhất
Alec Guinness trong Cầu sông Kwai 
- Trevor Howard trong Manuela
- Laurence Olivier trong The Prince and the Showgirl
- Michael Redgrave trong Time Without Pity
- Peter Finch trong  Windom's Way

### Nữ diễn viên Anh xuất sắc nhất
Heather Sears trong The Story of Esther Costello 
- Deborah Kerr trong Tea and Sympathy
- Sylvia Syms trong Woman in a Dressing Gown

### Nữ diễn viên nước ngoài xuất sắc nhất
Simone Signoret trong Les Sorcieres de Salem 
- Katharine Hepburn trong The Rainmaker
- Joanne Woodward trong The Three Faces of Eve
- Augusta Dabney trong That Night!
- Eva Marie Saint trong A Hatful of Rain
- Marilyn Monroe trong The Prince and the Showgirl
- Lilli Palmer trong Anastasia - Die letzte Zarentochter

### Kịch bản Anh xuất sắc nhất
Cầu sông Kwai - Pierre Boulle 